# Ermitaż w Warszawie
Ermitaż – budynek znajdujący się w północnej części Łazienek Królewskich w Warszawie.

## Historia

### Początki Ermitażu
Ermitaż wybudowany został w leśnym gąszczu w Łazienkach Królewskich w Warszawie na polecenie marszałka wielkiego koronnego Stanisława Herakliusza Lubomirskiego w latach 70. XVII wieku według projektu Tylmana z Gameren. Początkowo nazywany był Eremitorium. Nadano mu funkcje samotni, w której marszałek mógł odpoczywać i rozmyślać. 
W roku 1764 właścicielem Ujazdowa i tym samym Ermitażu został król Stanisław August Poniatowski.

### Wiek XVIII do XIX
W 1777 roku Ermitaż spłonął w pożarze, został jednak szybko odbudowany w klasycystycznym kostiumie według projektu Dominika Merliniego, autora m.in. położonych nieopodal pałaców Myślewickiego i Łazienkowskiego. Stanisław August Poniatowski oddał go w ręce swej przyjaciółki Henrietty Lullier. Na tyłach Ermitażu powstał ogród, zaprojektowany w stylu angielsko-chińskim i nazywany Dziką Promenadą. Ogród tworzyła plątanina ścieżek wokół głównej alejki prowadzącej do Łaźni. Układ ogrodu jest bardzo dobrze widoczny na planie Łazienek sporządzonym w latach 1786–1791. W 1819 roku, podczas przemian Łazienek w koszary kirasjerów, ogród na tyłach Ermitażu zmienił swój styl z pełnego krętych alejek, na typowy z szerokimi polanami i skupiskami drzew.

### Wiek XX
Dopiero w początkach XX wieku ogród ożył, przemieniono go w sad owocowy. Po wojnie, w latach pięćdziesiątych, Ermitaż stał się rezydencją Kazimierza Mijala. Za jego czasów powstała tam fontanna z okrągłym basenem. Kiedy Kazimierz Mijal wyjechał z kraju, Ermitaż zaadaptowano na przedszkole dla dzieci elit. Podczas budowy Trasy Łazienkowskiej cała powierzchnia ogrodu pokryta została metrową warstwą ziemi z gliną. W roku 1976 rozebrano ogrodzenie Ermitażu wzdłuż ulic Agrykoli i Myśliwieckiej, teren przedszkola otoczono siatką oraz postawiono latarnie. Ogród ogrodzono, postawiono bramki i stworzono boisko, na którym grali zarówno zawodnicy Legii, jak i młodzież z okolicznych szkół. W 1993 roku Marek Kwiatkowski, ówczesny dyrektor Łazienek Królewskich, rozpoczął rozmowy z władzami Śródmieścia w sprawie przekazania budynku Ermitażu Łazienkom. Wywołało to protesty rodziców dzieci, wiązało się bowiem z likwidacją przedszkola, jednak pomimo to doszło do przekazania własności. Budynek był jednak w fatalnym stanie, a w budżecie Łazienek nie było pieniędzy na jego odnowę. Szybko jednak padła ze strony kancelarii prezydenta Lecha Wałęsy propozycja czasowego wynajmu. Powstała tam siedziba Bezpartyjnego Bloku Wspierania Reform, jednak po krótkim czasie budynek został ponownie opuszczony. W 1995 roku Ermitażem zainteresowała się warszawska restauracja „Belvedere”; zlecony został remont według wskazówek Marka Kwiatkowskiego − ściany pokryto stylowymi tapetami, a na sufitach zawisły kryształowe żyrandole. Organizowano tam między innymi obiady czwartkowe, promocje książek czy imprezy dla firm. Te ostatnie przyczyniły się do rozwiązania umowy z „Belvedere” ponieważ przynosiły dochód, czego umowa nie dopuszczała. Po „Belvedere” nowym użytkownikiem Ermitażu zostało Stowarzyszenie Kulturalne „Renesans”, jednak z powodu braku zainteresowania obiektem, Łazienki rozwiązały umowę. Obecnie parter wykorzystywany jest na różne cele kulturalne, przede wszystkim wystawy, piętro zaś zajmuje Towarzystwo Opieki nad Zabytkami.
W 2004 roku były starosta warszawski Edmund Ambroziak zgłosił się do dyrekcji Łazienek z prośbą o zgodę na urządzenie na tyłach Ermitażu wyłożonego sztuczną trawą boiska z bieżnią. Konieczny był drenaż, ze względu na warstwę gliny pozostałej po budowie Trasy Łazienkowskiej. Dyrektor Łazienek odmówił, ponieważ w planach była odbudowa historycznego ogrodu.

## Galeria

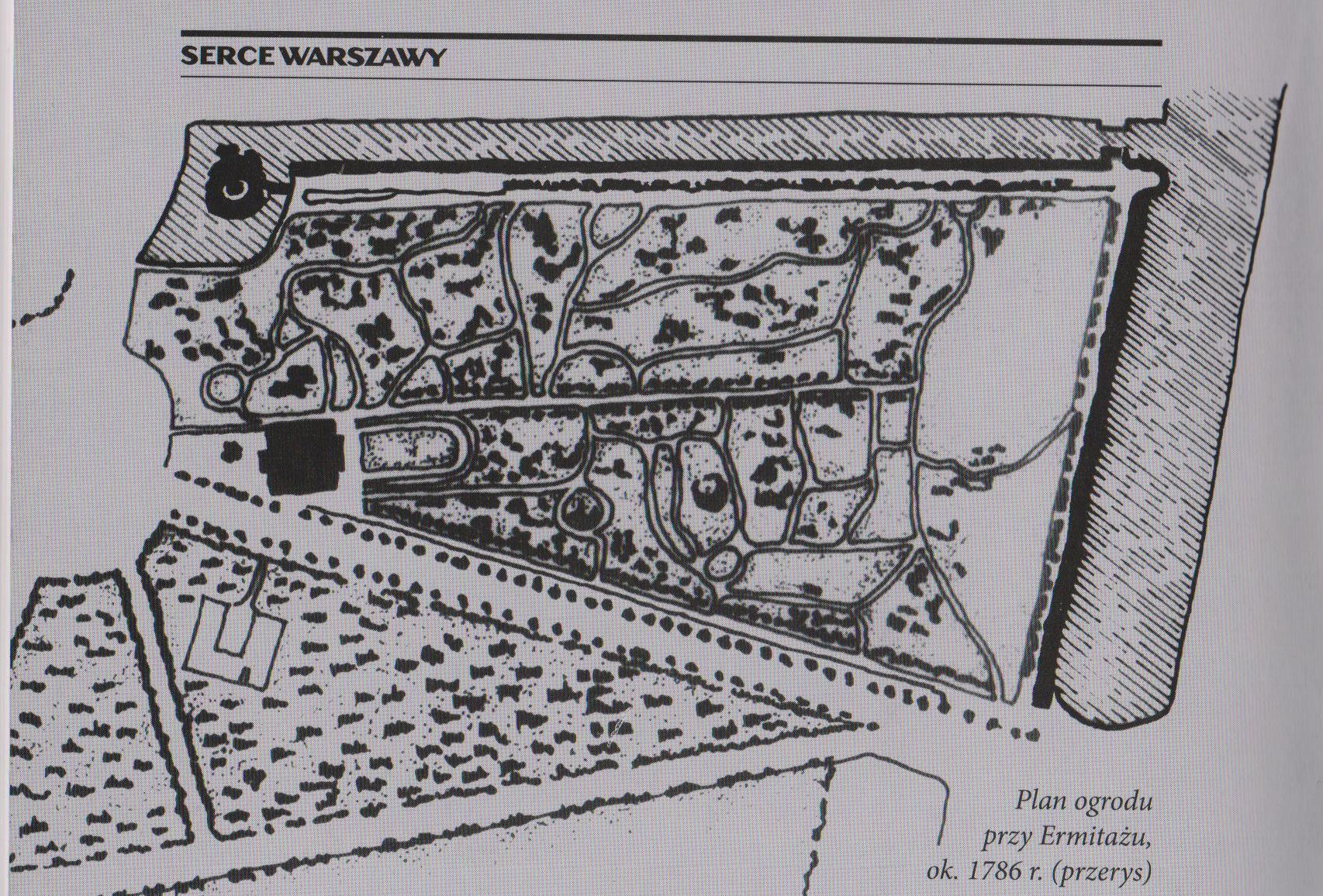
Plan ogrodu
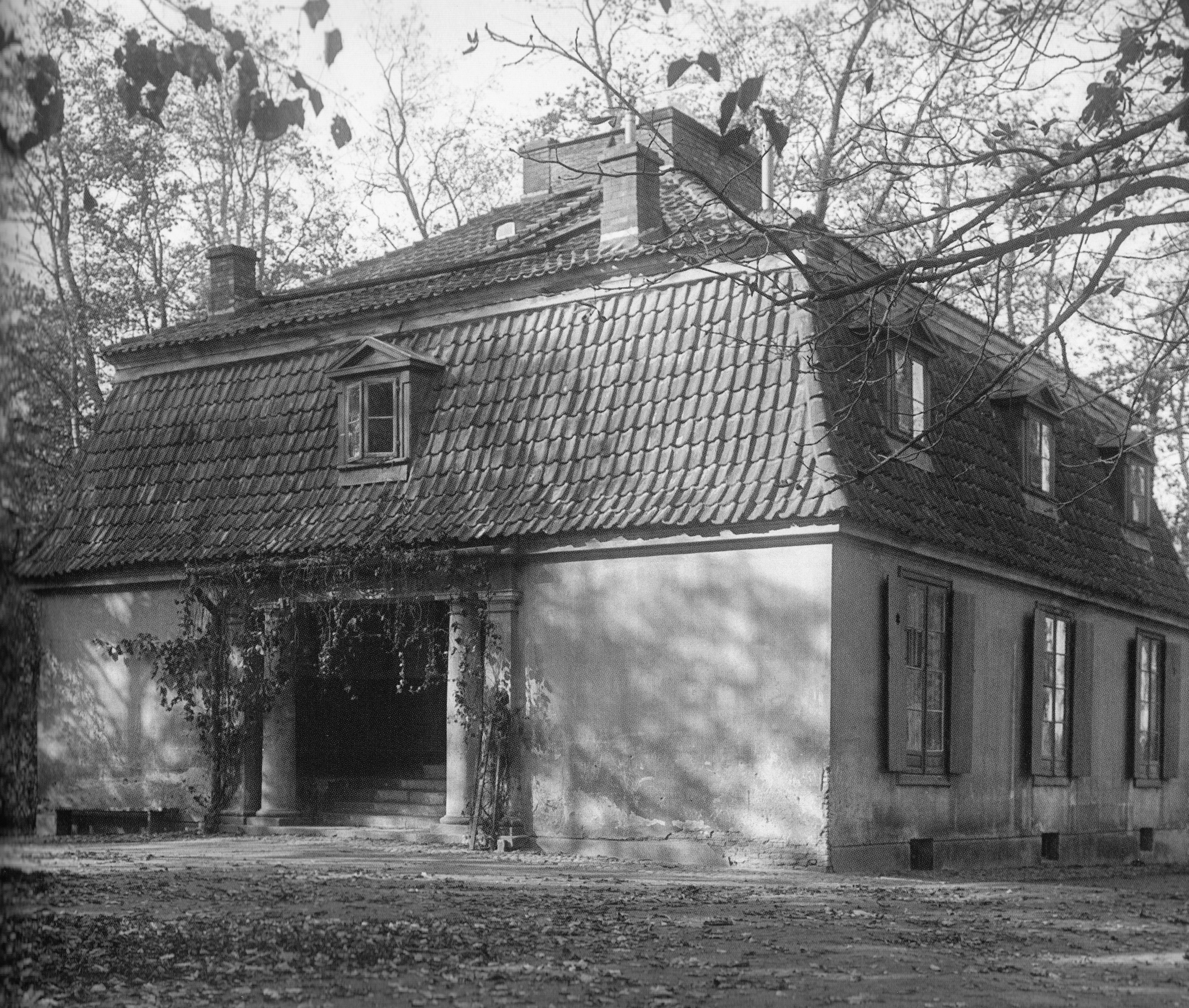
Ermitaż ok. 1915
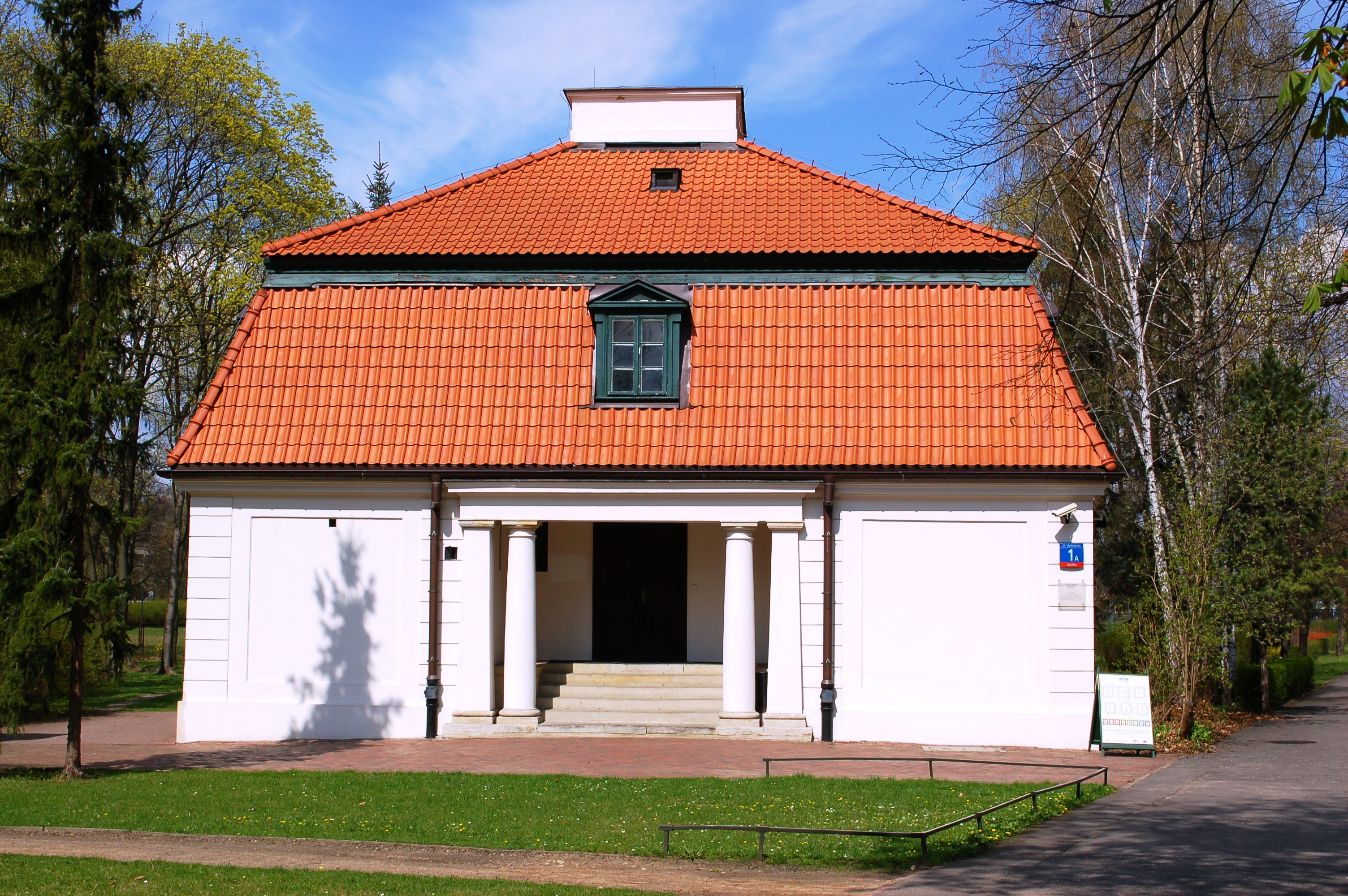
Wejście główne